# Amy Tinkler
Amy Tinkler (Durham, 27 ottobre 1999) è un'ex ginnasta inglese, vincitrice della medaglia di bronzo al corpo libero alle Olimpiadi di Rio de Janeiro 2016.

## Carriera junior
Tinkler vince la sua prima medaglia juniores partecipando al Festival olimpico estivo della gioventù europea di Utrecht 2013, piazzandosi al secondo posto nella gara a squadre con la Gran Bretagna. L'anno dopo prende parte agli Europei juniores di Sofia contribuendo, con i suoi esercizi al volteggio (14.666) e al corpo libero (13.733), al secondo posto ottenuto dalla Gran Bretagna. In una edizione particolarmente ricca di medaglie per la selezione britannica, Tinkler vince da individualista anche la medaglia di bronzo al volteggio (14.349) dietro la rumena Laura Jurca (14.383), e inoltre è pure medaglia d'argento al corpo libero a pari merito con l'altra rumena Andreea Iridon (13.966) e dietro la connazionale Catherine Lyons (14.033).

## Carriera senior
Nel 2015 inizia a competere a livello senior e si laurea subito campionessa individuale nazionale. Disputa quindi i campionati europei di Montpellier 2015 qualificandosi alla finale al corpo libero dove giunge al quarto posto. Ai suoi primi Mondiali di Glasgow 2015 conquista la medaglia di bronzo nella gara a squadre, contribuendo con i punteggi al volteggio (15.083) e al corpo libero (14.433).
Si presenta alle Olimpiadi di Rio de Janeiro 2016 contribuendo nel concorso a squadre con il volteggio (14.933) e con il corpo libero, dove con 14.466 ottiene il miglior risultato in questa specialità all'interno della squadra britannica. La Gran Bretagna conclude la gara in quinta posizione. Tinkler partecipa poi alla finale al corpo libero durante la quale vince la medaglia di bronzo con un punteggio di 14.933, dietro alle statunitensi Alexandra Raisman (15.500) e Simone Biles (15.966).
Nel 2017 viene convocata per i Mondiali di Montreal. Si qualifica per la finale all around in tredicesima posizione ma durante la gara cade alle parallele e conclude quindi in diciassettesima posizione.
Nel 2018, durante la fase di riscaldamento alla Coppa del mondo di Birmingham, subisce un infortunio alla caviglia che le impedisce di gareggiare e che la tiene lontana dal campo gara per tutto l'anno seguente.
Il 15 gennaio 2020 annuncia ufficialmente il suo ritiro dall'attività agonistica.